# نخر العظام السكري
نخر العظام السكري (بالإنجليزية:Diabetic myonecrosis), هي إحدى المضاعفات النادرة لمرض السكري. تنتج بسبب احتشاء نسيج عضلي، وغالباً ما تكون في الفخذ.

## علم الأوبئة
متوسط العمر الذي تبدأ فيه الأعراض بالظهور هو غالبا 37 عاما، ولكن قد يتراوح من تسعة عشر إلى أربعة وستين عامًا. متوسط عمر ظهور المرض منذ تشخيص مرض السكري هو خمسة عشر عامًا. نسبة الإناث إلى الذكور هي 1.3:1. عادة ما تكون هناك مضاعفات أخرى لمرض السكري مثل اعتلال الكلية والاعتلال العصبي واعتلال الشبكية وارتفاع ضغط الدم. أعراض نخر العظام السكري الرئيسية بداية هو ألم عضلي حاد وعادة ما يكون موضعيًا في الفخذ، دون أي صدمة مرتبطة به. تشمل المظاهر السريرية ألمًا ملحوظًا في العضلات وتورمًا.

## الأسباب
الآليات الأساسية لهذا المرض لا تزال غير واضحة. تم اقتراح تصلب الشرايين المسدودة كسبب محتمل، إلى جانب تشوهات في مسارات التخثر وانحلال الفيبرين، مثل تلك التي تظهر في متلازمة مضادات الفوسفوليبيد.

## العلاج
يشمل العلاج الرعاية الداعمة واستخدام المسكنات والعوامل المضادة للالتهابات. يجب تقييد ممارسة الرياضة لأنها تزيد الألم وتوسع منطقة الاحتشاء. عادة ما تختفي الأعراض في غضون أسابيع إلى أشهر، ولكن 50% من المصابين يعانون من الانتكاس في إحدى الساقين.